# Душенко, Вячеслав Владимирович
Вячеслав Владимирович Душенко (род. 1 октября 1970, Москва) — российский политик, Член Бюро Совета Московского регионального отделения политической партии «Справедливая Россия», Председатель Совета местного отделения «Лефортово» политической партии «Справедливая Россия», а также член территориальной избирательной комиссии «Гольяново» с правом решающего голоса. 
В «Справедливой России» с 2007 года.
Атаман реестрового станичного казачьего общества «Петровское» в составе Центрального казачьего войска.

## Биография
Родился 1 октября 1970 года в г.Москва.
Окончил Московский юридический институт по специальности юрист-правовед и Академию Управления МВД России.
Трудовую деятельность начал рано, с 17 лет, когда после школы поступил на вечернее отделение Московского энергетического института и пошел работать на Опытно-экспериментальный завод театральной техники. Всегда имел активную жизненную позицию, благодаря чему через некоторое время был избран секретарем заводской комсомольской ячейки.
С 1988 по 1991 гг. служил в армии на Дальнем Востоке. Воинская специальность: «Кодировщик».

## Работа
С 1991 по 2004 гг. работал в московской милиции. Прошел путь от младшего оперуполномоченного до руководителя антитеррористического подразделения ГУВД г. Москвы.
Принимал участие во многих громких делах, среди которых арест Бадруди Ямадаева (одного из братьев Ямадаевых) и Шарипа Джабраилова (брата кандидата в президенты и бывшего сенатора Умара Джабраилова), расследование теракта у м. Рижская.
Участвовал в проведении контртеррористической операции на территории Чеченской республики. Имеет тяжелое и легкое ранения. Является ветераном боевых действий.

### Дело Пуманэ
Большую известность Вячеславу Душенко принесло нашумевшее в 2004 году дело Пуманэ.
В час ночи 18 сентября 2004 года в Москве в припаркованном автомобиле была обнаружена взрывчатка. Находящегося в машине 38-летнего офицера-подводника Александра Пуманэ доставили в 83-е отделение милиции по подозрению в подготовке теракта. За пару недель до этого произошел взрыв у станции метро Рижская, поэтому правоохранительные органы проявляли усиленное внимание к подобным случаям.
В эту ночь Пуманэ допрашивали более 150 человек. Вячеслав Душенко также был вызван в отделение в качестве руководителя антитеррористического подразделения ГУВД г. Москвы. В ходе дознания задержанному стало плохо, его доставили в институт им. Склифосовского, где он и скончался в восемь часов утра того же дня от множественных телесных повреждений, не приходя в сознание.
Дело сразу же получило широкий общественный резонанс. Душенко в феврале 2005 года был объявлен в федеральный розыск.
После смерти Пуманэ были объявлены в розыск несколько милиционеров, проводивших допрос. Среди них был майор Вячеслав Душенко, объявленный в федеральный, а затем и в международный розыск.
В ходе длительного расследования было установлено, что погибший Александр Пуманэ являлся членом банды киллеров — так называемой «кингисеппской группировки» — и лично совершил четыре заказных убийства. В ту злополучную ночь он шел не на теракт, а на выполнение очередного «заказа». Позднее был арестован главарь банды — Сергей Финагин.
В 2007 году с майора Душенко сняли все обвинения. В ходе своего независимого расследования журналисты программы «Человек и закон» на Первом канале пришли к выводу, что дело против него было сфабриковано.

## Политика
В 2007 году принял осознанное решение вступить в политическую партию «Справедливая Россия».
Выборные должности:
- 2010 – 2011 гг. – Председатель Совета местного отделения партии в Гольяново.
- С 2011 г. – Член Совета Московского регионального отделения партии, Председатель Совета местного отделения в Лефортово.
- С 2012 г. – Член Бюро Совета Московского регионального отделения партии.

С 2012 г. - 2016 г. – Помощник первого заместителя председателя Комитета Государственной Думы Федерального собрания Российской Федерации по конституционному законодательству и государственному строительству Агеева Александра Александровича.

## Казачество
- 05.2004 — 09.2009 казак межрегиональной общественной организации «ЦКВ» г. Москва
- 09.2009 — 11.2010 казак ХКО «Люблинское» г. Москва
- 11.2010 — н\вр заместитель атамана РКО «Юго-Восток» МОКО ВКО «ЦКВ» по государственной службе г. Москва
- 07.2011 — н\вр атаман СКО «Петровское» РКО «Юго-Восток» МОКО ВКО «ЦКВ» г. Москва
- 02.2013 — н\вр заместитель атамана ВКО «ЦКВ» по связям со СМИ г. Москва
- 05.2013 — н\вр на Круге МОКО ВКО "ЦКВ" избран в Правление и Совет атаманов Московского окружного казачьего общества
- 11.2015 — н\вр Председатель суда чести МОКО ВКО "ЦКВ"

## Личная жизнь
Женат, воспитывает шестерых детей.

## Награды
Государственные награды:
- Медаль ордена «За заслуги перед Отечеством» II степени
- Медаль «В память 850-летия Москвы»

Успехи в оперативной служебной деятельности неоднократно отмечены Правительством, руководством МВД России и ГУВД г. Москвы:
- Медаль «200 лет МВД России»
- Медаль «За доблесть в службе»
- Медаль «За безупречную службу»  II, III ст.
- в 2000 и 2002 годах присвоены специальные звания капитан и майор милиции — досрочно
- в 2003 году объявлена благодарность министром внутренних дел РФ
- в 1998 и 2002 годах награждён почетными грамотами МВД РФ
- в 2002 году объявлена благодарность Мэра г. Москвы
- в 2003 году награждён почетной грамотой ГУВД г. Москвы

Награждён нагрудными знаками:
- «За отличие в службе» I и II степени
- «За отличную службу в МВД»
- «Лучший сотрудник криминальной милиции»
- «За отличие в борьбе с преступностью»
- «Участник боевых действий»
- «Участник боевых действий МВД»
- в 2010 году награждён нагрудным крестом за заслуги перед казачеством России
- в 2011 году награждён медалью российской муниципальной академии за вклад в подготовку празднования 70-летия разгрома немецко-фашистских войск под Москвой
- в 2011 году награждён медалью российской муниципальной академии за вклад в подготовку празднования 200-летия Победы в Отечественной войне 1812 года.

За время прохождения службы получены тяжелое и легкое ранения:
- 19.06.1994 года в Москве, при исполнении служебных обязанностей получил тяжелое огнестрельное ранение
- 18.10.1996 года в г. Грозном, при исполнении служебных обязанностей, получил контузию
- c 2004 является ветераном боевых действий